# Nyctemera nigripuncta
Nyctemera nigripuncta är en fjärilsart som beskrevs av James John Joicey och Talbot 1916. Nyctemera nigripuncta ingår i släktet Nyctemera och familjen björnspinnare. Inga underarter finns listade i Catalogue of Life.